# Wetsinge
Wetsinge est un village de la commune néerlandaise de Het Hogeland, situé dans la province de Groningue.

## Géographie
le village est situé au sud de Winsum. Il est formé de deux localités, Groot-Wetsinge et Klein-Wetsinge, séparés de moins de 500 m.

## Histoire
Wetsinge fait partie de la commune de Winsum avant le 1er janvier 2019, quand celle-ci fusionne avec Bedum, De Marne et Eemsmond pour former la nouvelle commune de Het Hogeland.

## Démographie
Le 1er janvier 2019, le village comptait 45 habitants.